# Altersrente

Höhe der gesetzlichen Altersrente, 2020. Anteil an allen Beziehern einer Altersrente gleichen Geschlechts.

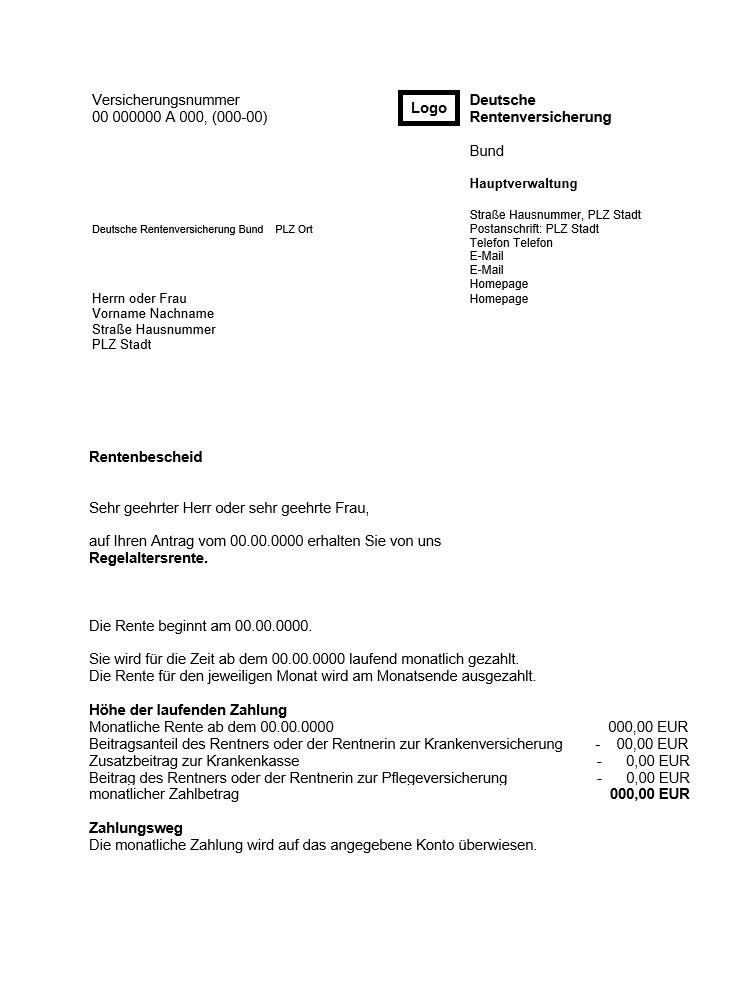
Rentenbescheid

Die Rente wegen Alters (Altersrente) ist in Deutschland neben der Rente wegen verminderter Erwerbsfähigkeit und der Rente wegen Todes eine Rentenleistung der gesetzlichen Rentenversicherung. Anspruchsvoraussetzung für eine Altersrente ist das Erreichen der maßgeblichen Altersgrenze, der Ablauf einer bestimmten Mindestversicherungszeit (Wartezeit) und die Erfüllung der unterschiedlich ausgestalteten versicherungsrechtlichen und persönlichen Voraussetzungen. Historisch geht die Altersrente auf das „Gesetz, betreffend die Invaliditäts- und Altersversicherung“ für Arbeiter vom 22. Juni 1889 für das Deutsche Reich zurück.

## Arten von Altersrenten
Nach den Vorschriften des Sechsten Buches Sozialgesetzbuch (SGB VI) gibt es verschiedene Arten von Altersrenten:
- die Regelaltersrente,
- die Altersrente für langjährig Versicherte,
- die Altersrente für besonders langjährig Versicherte,
- die Altersrente für schwerbehinderte Menschen,
- die Altersrente für langjährig unter Tage beschäftigte Bergleute,
- die Altersrente wegen Arbeitslosigkeit oder nach Altersteilzeitarbeit (nur noch für Versicherte, die vor dem 1. Januar 1952 geboren sind § 237 SGB VI) und
- die Altersrente für Frauen (nur noch für Versicherte, die vor dem 1. Januar 1952 geboren sind § 237a SGB VI).

| Voraussetzung                                | Regelaltersrente | Altersrente für langjährig Versicherte | Altersrente für schwerbehinderte Menschen | Altersrente für besonders langjährig Versicherte |
| -------------------------------------------- | --- | --- | --- | --- |
| Mindestalter (vorzeitige Rente mit Abschlag) | 65 – 67 (vorzeitige Rente nicht möglich) | 63 (Abschlag 14,4 %) | 60 – 62 (ab Jahrgang 1952 schrittweise steigend) | 63 – 65 (ab Jahrgang 1953 schrittweise steigend, ohne Abschlag) |
| Normale Altersgrenze                         | 65 – 67 (ab Jahrgang 1947 steigend) | 65 – 67 (ab Jahrgang 1949 steigend) | 63 – 65 (ab Jahrgang 1952 steigend) | 65 – 67 (ab Jahrgang 1953 steigend) |
| Mindest-Versicherungszeit                    | 5 Jahre | 35 Jahre | 35 Jahre | 45 Jahre |
| Erforderliche Versicherungszeit              | Beitrags- / Ersatzzeiten, Zeiten aus Versorgungsausgleich (nach Scheidung) oder Rentensplitting und aus 450-€-Jobs, Anrechnungs- und Berücksichtigungszeiten | Beitrags- / Ersatzzeiten, Zeiten aus Versorgungsausgleich (nach Scheidung) oder Rentensplitting und aus 450-€-Jobs, Anrechnungs- und Berücksichtigungszeiten | Beitrags- / Ersatzzeiten, Zeiten aus Versorgungsausgleich (nach Scheidung) oder Rentensplitting und aus 450-€-Jobs, Anrechnungs- und Berücksichtigungszeiten | Beitrags- / Ersatzzeiten, Berücksichtigungszeiten, Zeiten aus 450-€-Jobs, Zeiten des Arbeitslosengeldbezugs, freiwillige Beitragszeiten (nach 18 Jahren Pflichtbeiträgen) |
| Besonderheit                                 | – | – | Schwerbehinderung (GdB von mindestens 50, vom Versorgungsamt bestätigt)                                                                                      | – |

### Regelaltersrente
Es besteht Anspruch auf Regelaltersrente, wenn der Rentenversicherte die Regelaltersgrenze erreicht und die allgemeine Wartezeit von fünf Jahren erfüllt hat (§ 35 SGB VI). Die Regelaltersgrenze wird schrittweise von 65 auf 67 Jahre erhöht und beträgt zurzeit (für 1957 Geborene, die 2023 in Rente gehen) 65 Jahre und 11 Monate.

### Altersrente für langjährig Versicherte
Versicherte haben nach § 36 SGB VI Anspruch auf Altersrente für langjährig Versicherte, wenn sie
- das 67. Lebensjahr vollendet und
- die Wartezeit von 35 Jahren erfüllt haben.

Dabei ist eine vorzeitige Inanspruchnahme dieser Altersrente nach Vollendung des 63. Lebensjahres möglich. Für jeden Monat der vorzeitigen Inanspruchnahme verringert sich die Rente nach § 77 SGB VI jedoch um 0,3 Prozent. Der maximale Rentenabschlag liegt somit bei 14,4 Prozent. Bei späterer Inanspruchnahme der Rente erhöht sich der Rentenanspruch für jeden Monat um 0,5 Prozent. Durch eine Kombination von vorgezogenem Renteneintritt und Altersteilzeit besteht die Möglichkeit, bei Wahl des Blockmodells bereits mit 61 Jahren in die Freistellungsphase der Altersteilzeit zu wechseln.
Für Versicherte, die vor dem 1. Januar 1949 geboren sind, liegt nach § 236 SGB VI die maßgebliche Altersgrenze noch bei 65 Jahren. Für Versicherte, die nach dem 31. Dezember 1948, aber vor dem 1. Januar 1964 geboren sind, wird die maßgebliche Altersgrenze, je nach Geburtsdatum, schrittweise von 65 auf 67 Jahre angehoben.

### Altersrente für besonders langjährig Versicherte
Zum 1. Januar 2012 wurde die Altersrente für besonders langjährig Versicherte mit dem neuen § 38 SGB VI eingeführt. Diese Rentenart kann in Anspruch genommen werden, wenn der Versicherte eine Wartezeit von 45 Jahren erfüllt und die maßgebliche Altersgrenze erreicht hat.
Die maßgebliche Altersgrenze betrug zunächst 65 Jahre. Durch Einfügung des § 236b SGB VI am 1. Juli 2014 konnten Versicherte, die vor dem 1. Januar 1953 geboren sind, die Altersgrenze bereits mit Vollendung des 63. Lebensjahres („Rente mit 63“) erreichen. Für Versicherte des Geburtsjahrgangs 1953 wurde die Altersgrenze um 2 Monate auf 63 Jahre und 2 Monate angehoben. Für die folgenden Jahrgänge wird sie jeweils um weitere 2 Monate angehoben, so dass für Versicherte, die nach dem 31. Dezember 1963 geboren sind, wieder das Alter von 65 Jahren maßgeblich ist. Bei Erfüllung der Wartezeit können Versicherte also frühestens zwei Jahre vor Erreichen des maßgeblichen Alters der Regelarbeitsrente abschlagsfrei Rente beziehen. Insofern ist die oft verwendete Bezeichnung „Rente mit 63“ irreführend.
Auf die Wartezeit von 45 Jahren werden nach § 51 Abs. 3a SGB VI Kalendermonate angerechnet mit
- Pflichtbeiträgen für eine versicherte Beschäftigung oder Tätigkeit[3]
- Zuschlagsmonate aufgrund von Entgeltpunkten aufgrund einer geringfügigen nicht versicherungspflichtigen Beschäftigung,
- Berücksichtigungszeiten,
- Pflichtbeitragszeiten oder Anrechnungszeiten für den Bezug von
  - Entgeltersatzleistungen der Arbeitsförderung[4], in den letzten zwei Jahren vor Rentenbeginn aber nur, wenn der Bezug von Entgeltersatzleistungen der Arbeitsförderung durch eine Insolvenz oder vollständige Geschäftsaufgabe des Arbeitgebers bedingt ist, generell ausgeschlossen sind Zeiten des Bezugs von Arbeitslosengeld II oder Arbeitslosenhilfe,
  - Leistungen bei Krankheit und
  - Übergangsgeld,
- freiwilligen Beiträgen, wenn mindestens 18 Jahre mit Pflichtbeiträgen für eine versicherte Beschäftigung oder Tätigkeit vorhanden sind; dabei werden Zeiten freiwilliger Beitragszahlung in den letzten zwei Jahren vor Rentenbeginn nicht berücksichtigt, wenn gleichzeitig Anrechnungszeiten wegen Arbeitslosigkeit vorliegen,
- Ersatzzeiten (§ 51 Abs. 4 SGB VI).

Seit Herbst 2018 ist die Bundesregierung verpflichtet, alle vier Jahre zu berichten, in welchem Umfang die Rente für besonders langjährig Versicherte in Anspruch genommen wird, welche Rolle dabei die Berücksichtigung von Zeiten der Arbeitslosigkeit spielt und wie sie weiter entwickelt werden kann.

### Altersrente für schwerbehinderte Menschen
| Geburtsjahr    | Altersgrenze für die Altersrente für schwerbehinderte Menschen |
| -------------- | -------------------------------------------------------------- |
| 1900–1940      | 60                                                             |
| 1941–1951      | 60–63                                                          |
| Jan. 1952      | 63 + 01 Monat                                                  |
| Feb. 1952      | 63 + 02 Monate                                                 |
| März 1952      | 63 + 03 Monate                                                 |
| Apr. 1952      | 63 + 04 Monate                                                 |
| Mai 1952       | 63 + 05 Monate                                                 |
| Jun.–Dez. 1952 | 63 + 06 Monate                                                 |
| 1953           | 63 + 07 Monate                                                 |
| 1954           | 63 + 08 Monate                                                 |
| 1955           | 63 + 09 Monate                                                 |
| 1956           | 63 + 10 Monate                                                 |
| 1957           | 63 + 11 Monate                                                 |
| 1958           | 64                                                             |
| 1959           | 64 + 02 Monate                                                 |
| 1960           | 64 + 04 Monate                                                 |
| 1961           | 64 + 06 Monate                                                 |
| 1962           | 64 + 08 Monate                                                 |
| 1963           | 64 + 10 Monate                                                 |
| 1964–          | 65                                                             |

Versicherte haben Anspruch auf die Altersrente für schwerbehinderte Menschen, wenn sie
- die Altersgrenze (zwischen 60 und 65 Jahren entsprechend nebenstehender Tabelle und nachfolgendem Text) erreicht haben,
- bei Beginn der Altersrente als schwerbehinderter Mensch nach § 2 Abs. 2 SGB IX anerkannt sind (Grad der Behinderung mindestens 50) (bei Versicherten bis Jahrgang 1950 war auch Berufs- oder Erwerbsunfähigkeit hinreichend) und
- die Wartezeit von 35 Jahren erfüllt haben.

#### Altersgrenze
Für Versicherte bis zum Geburtsjahrgang 1951 lag die Altersgrenze bei 63. Für die Geburtsjahrgänge 1952 bis 1964 wird die Altersgrenze schrittweise bis auf 65 Jahre angehoben (siehe nebenstehende Tabelle).
Ausnahmsweise lag die Altersgrenze bei 60 Jahren für Versicherte, die vor dem 17. November 1950 geboren sind und am 16. November 2000 schwerbehindert, berufsunfähig oder erwerbsunfähig nach dem am 31. Dezember 2000 geltenden Recht waren, und dies auch noch bei Beginn der Altersrente sind. Für Versicherte der Jahrgänge 1952 und 1953, die bereits am 1. Januar 2007 als schwerbehinderte Menschen anerkannt waren und bis Ende 2006 entweder eine Altersteilzeitvereinbarung geschlossen haben oder Anpassungsgeld für Bergleute bezogen haben, bleibt die Altersgrenze ausnahmsweise bei 63 Jahre.

#### Vorzeitige Inanspruchnahme
Die Altersrente für schwerbehinderte Menschen kann bereits ab drei Jahren vor dem Erreichen der maßgeblichen Altersgrenze in Anspruch genommen werden. Für jeden Monat der vorzeitigen Inanspruchnahme fällt die Rente jedoch um 0,3 Prozent niedriger aus. Der maximale Rentenabschlag liegt somit bei 10,8 Prozent. Der Rentenabschlag wird in der Rentenformel durch einen Zugangsfaktor erzielt, der für jeden Monat der vorzeitigen Inanspruchnahme um 0,003 niedriger als 1,0 ist.

### Altersrente für langjährig unter Tage beschäftigte Bergleute
Versicherte haben Anspruch auf Altersrente für langjährig unter Tage beschäftigte Bergleute, wenn sie
- das 62. Lebensjahr vollendet haben (§ 40); für Versicherte, die vor dem 1. Januar 1964 geboren sind, ist die Altersgrenze niedriger (aktuell 61 Jahre und 2 Monate für 1959 Geborene; für Versicherte, die vor dem 1. Januar 1952 geboren sind, betrug sie 60 Jahre, siehe § 238 Abs. 2 SGB VI) und
- die Wartezeit von 25 Jahren einer Beschäftigung mit ständigen Arbeiten unter Tage erfüllt haben.

### Auslaufende Altersrenten
Durch das Rentenreformgesetz 1999 wurden seit 1. Januar 2000 folgende Altersrenten nur noch für Versicherte gewährt, die vor dem 1. Januar 1952 geboren sind (Vertrauensschutz):
- Altersrenten wegen Arbeitslosigkeit oder nach Altersteilzeitarbeit und
- Altersrenten für Frauen.

Bei beiden Rentenarten wurde seit dem Jahr 2000 die Altersgrenze für die Inanspruchnahme der Altersrente schrittweise vom vollendeten 60. Lebensjahr auf das vollendete 65. Lebensjahr angehoben, wobei die vorzeitige Inanspruchnahme unter Inkaufnahme von Rentenabschlägen bis zu 18 % teilweise möglich blieb.

#### Altersrente wegen Arbeitslosigkeit oder nach Altersteilzeitarbeit
Versicherte, die diese Rentenart beanspruchen wollten, mussten
1. vor dem 1. Januar 1952 geboren sein,[9]
2. das 65. Lebensjahr vollendet haben,
3. die Wartezeit von 15 Jahren erfüllen,
4. entweder
  - zum Zeitpunkt des Rentenbeginns arbeitslos und nach Vollendung eines Lebensalters von 58 Jahren und sechs Monaten mindestens 52 Wochen arbeitslos gewesen sein oder
  - mindestens 24 Monate Altersteilzeitarbeit geleistet haben und
5. in den letzten zehn Jahren[10] vor Rentenbeginn mindestens für acht Jahre Pflichtbeiträge für eine versicherte Beschäftigung oder Tätigkeit in die Rentenversicherung eingezahlt haben.

Die Rente konnte bereits vor dem vollendeten 65. Lebensjahr in Anspruch genommen werden (für die Jahrgänge bis 1945 ab dem 60. Lebensjahr, für die Jahrgänge ab 1949 ab dem 63. Lebensjahr, Anlage 19 SGB VI). Der Rentenabschlag betrug dann pro Monat der vorzeitigen Inanspruchnahme 0,3 %.

#### Altersrente für Frauen
Versicherte Frauen hatten nach § 237a SGB VI Anspruch auf die Altersrente für Frauen, wenn sie
1. vor dem 1. Januar 1952 geboren sind,
2. das 60. Lebensjahr vollendet haben,
3. die Wartezeit von 15 Jahren erfüllt haben und
4. nach Vollendung des 40. Lebensjahres mehr als zehn Jahre Pflichtbeiträge für eine versicherte Beschäftigung oder Tätigkeit gezahlt haben.

Die Altersgrenze für eine abschlagfreie Rente wurde für Versicherte ab Geburtsjahrgang 1940 schrittweise angehoben, ab Geburtsjahrgang 1945 betrug sie 65 Jahre. Ein vorzeitiger Renteneintritt ab dem 60. Lebensjahr war bis Jahrgang 1951 weiterhin möglich, es wurden aber für jeden Monat der vorzeitigen Inanspruchnahme 0,3 Prozent von der Rente abgezogen.

#### Vertrauensschutzregelungen
Für Personen bestimmter Jahrgänge gab es bei den einzelnen Rentenarten unterschiedliche Vertrauensschutzregelungen. Nach diesen konnten die Betroffenen unter bestimmten Umständen ohne oder mit geringeren Abschlägen vor der gesetzlichen Altersgrenze in Rente gehen.

## Altersrente im Westen und Osten
In Westdeutschland ist die durchschnittliche Rentenhöhe nach mindestens 45 Versicherungsjahren höher als in Ostdeutschland.
2022 lagen die durchschnittlichen Zahlbeträge der Altersrente in Westdeutschland bei 1.605 Euro, während sie in Ostdeutschland bei 1.403 Euro lagen.

### Armutsgefährdungsquote für über 64-Jährige
Im Jahre 2019 lag die Armutsgefährdungsquote für über 64-Jährige im Westen bei 16,2 % und somit knapp oberhalb der Armutsgefährdungsquote aller Altersgruppen im Westen zusammen.
Im Jahre 2019 lag die Armutsgefährdungsquote für über 64-Jährige im Osten bei 13,8 %. Die Armutsgefährdungsquote im Osten über alle Altersgruppen hinweg lag 2019 bei 17,9 %.

## Altersrente und Geschlecht
Die Altersrente in Deutschland fällt für Frauen durchschnittlich schlechter aus, als für Männer. 46 % der Frauen haben geringere Rentenansprüche als Männer. Diese Ungleichheiten bezüglich der Altersrente werden auch unter dem Begriff "Gender Pension Gap(GPG)" oder auf Deutsch "geschlechtsspezifische Altersvorsorgelücke" zusammengefasst.

### Durchschnittliche Zahlbeträge der Altersrente nach Geschlecht
|      | Männer | Frauen | Differenz in Prozent |
| ---- | ------ | ------ | -------------------- |
| 2020 |        |        | 29,1                 |
| 2021 |        |        | 29,8                 |
| 2022 |        |        | 27,6                 |
| 2023 | 25.599 | 18.663 | 27,1                 |

Hinterbliebenenrenten und -pensionen beanspruchen vor allem Frauen. Demnach fällt das durchschnittliche Bruttoeinkommen ab 65 Jahren ohne Hinterbliebenenrenten und -pensionen vor allem für Frauen geringer aus. So lag im Jahre 2023 das durchschnittliche Bruttoeinkommen ab 65 Jahren ohne Hinterbliebenenrenten und -pensionen bei 15.291 Euro für Frauen und bei 25.248 Euro für Männer, was einer Differenz von 39,4 % entspricht.
| Jahr | Männer | Frauen | Differenz |
| ---- | ------ | ------ | --------- |
| 1993 | 1.201  | 874    |           |
| 1995 | 1.154  | 843    |           |
| 2000 | 1.228  | 891    |           |
| 2005 | 1.242  | 903    |           |
| 2010 | 1.262  | 927    |           |
| 2015 | 1.362  | 1.050  |           |
| 2020 | 1.552  | 1.241  |           |
| 2021 | 1.552  | 1.243  |           |
| 2022 | 1.608  | 1.301  | 307 Euro  |

Die größte Geschlechterdifferenz verzeichnet sich bei mindestens 15 Versicherungsjahren: während es 1993 noch durchschnittlich 459 Euro für Frauen und 1.018 Euro für Männer waren, was einer Differenz von 559 Euro entspricht, sank die Differenz bis 2022: Frauen bekamen nach mindestens 15 Versicherungsjahren durchschnittlich 995 Euro Altersrente, Männer 1.386 Euro, was einer Differenz von 391 Euro entspricht.
Im Jahr 2023 erhielten Frauen in Deutschland durchschnittlich 890 Euro pro Monat, während es bei Männern im Schnitt 1.309 Euro waren.

### Altersarmut im Rentenalter nach Geschlecht
Aus dem OECD Bericht "Pensions at a Glance" 2019 geht hervor, dass Frauen in Deutschland im Vergleich zu den anderen OECD-Ländern besonders von Altersarmut bedroht sind.
Im Jahre 2005 lag die Armutsgefährdungsquote bei über 64-Jährigen in Ostdeutschland bei 5,9 % für Männer und bei 10,9 % bei Frauen. Bis 2019 stieg die Quote für Männer auf 13,0 % und für Frauen auf 14,4 %.

### Ursachen für die Geschlechterdifferenzen
Als Ursache für die durchschnittlich geringere Altersrente für Frauen wird unter anderem die häufig schlechtere Bezahlung für Frauen (Gender Pay Gap) genannt. Frauen leisten im Durchschnitt auch wesentlich mehr unbezahlte Care-Arbeit als Männer. 2022 lag der Gender Care Gap bei 44,3 % – folglich verbringen Frauen im Schnitt 44,3 Prozent mehr Zeit täglich mit unbezahlter Sorgearbeit als Männer. Das führt unter anderem dazu, dass Frauen häufiger als Männer in Teilzeit arbeiten, was ihnen wiederum ein geringeres Einkommen liefert. Auch das Ehegattensplitting begünstige die Verdienstlosigkeit von Frauen. Weitere Ungleichheiten wie etwa der Gender Investment Gap und die schlechteren Chancen für Frauen mit Kindern eingestellt zu werden, kommen hinzu.

## Kritik
Die verschiedenen Altersrenten und die mit ihnen verbundenen Altersgrenzen sind politisch stets umstritten. Eine besondere Aufmerksamkeit kommt dabei der 2014 geänderten Rente für besonders langjährig Versicherte zu. Insbesondere aus wirtschaftsnahen Kreisen und Unternehmensverbänden wird diese scharf kritisiert. Dabei wird vor allem auf die Kosten und den Fachkräftemangel verwiesen. So hat beispielsweise das Ifo Institut für Wirtschaftsforschung berechnet und medienwirksam verbreitet, dass im Zeitraum von 2014 bis 2016 die Ausgaben für die Rente für besonders langjährig Versicherte 6,5 Milliarden Euro betragen hätten und sie damit „teurer als gedacht“ seien. Würden Ausfälle an Steuern und Sozialbeiträgen hinzugerechnet, kommt das Ifo Institut auf Gesamtkosten in dem Zeitraum von 12,5 Milliarden Euro.
Die Kommission Verlässlicher Generationenvertrag hat in ihrem Abschlussbericht vom 7. April 2020 die Schaffung neuer sozialstaatlicher Bezugsgrößen im Rentenversicherungsbericht empfohlen. Dies ist z. B. der Abstand zur Grundsicherung. Ziel soll sein, „einen angemessenen Abstand zwischen verfügbarer Standardrente und durchschnittlichem Grundsicherungsbedarf aufrechtzuerhalten.“ Tatsächlich liegt aber die Grundsicherung aktuell über dem „Zahlbetrag der Altersrente aus 45-jähriger Beitragszahlung zu 75 Prozent des Durchschnittsentgelts plus »Grundrente«“.

## Andere Staaten

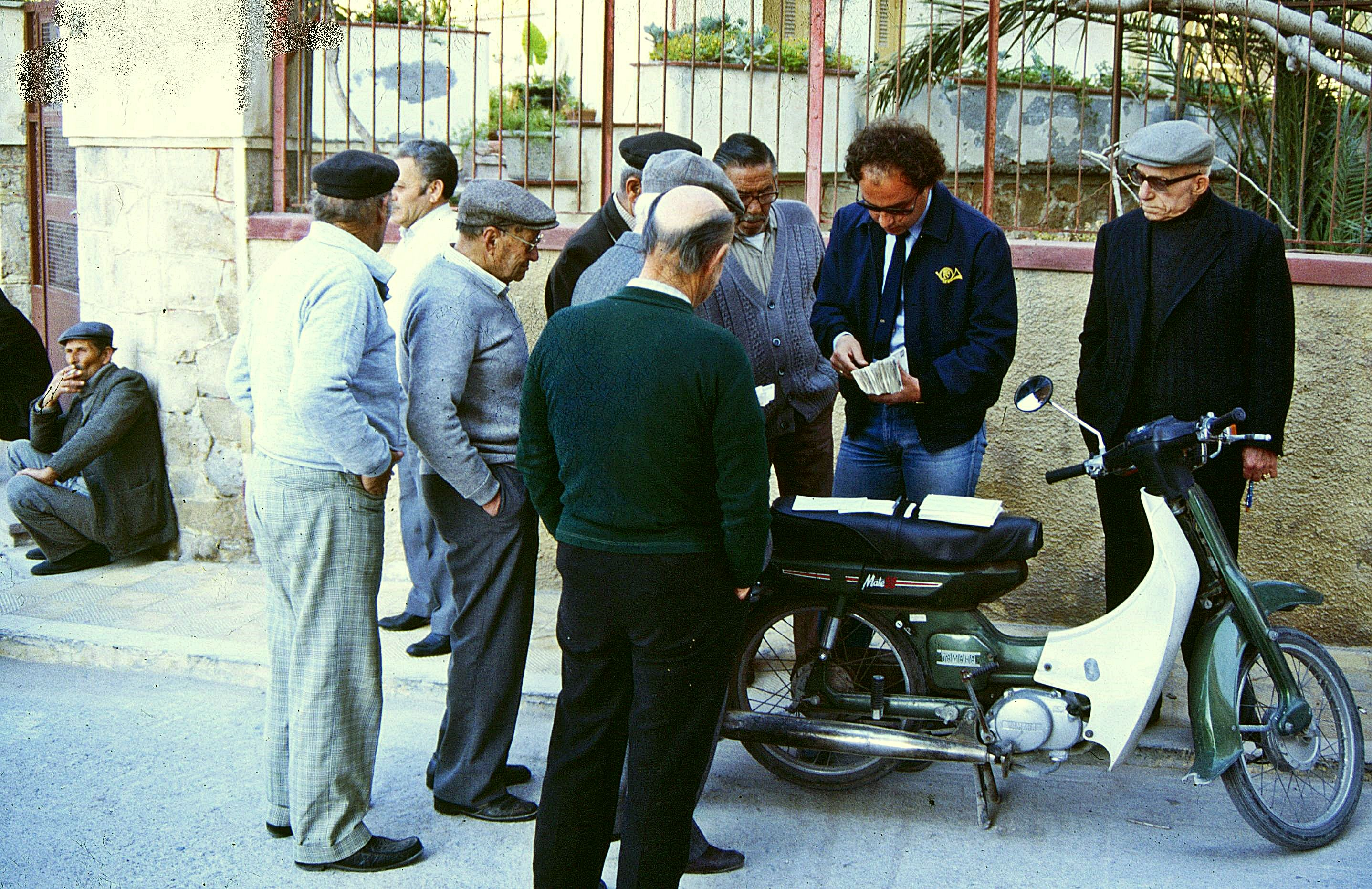
Auszahlung der Altersrente (1987) erfolgte in Griechenland oft durch den Postboten wie hier in Ägina.

### Österreich
In Österreich regelt seit dem 1. Jänner 2005 das Allgemeine Pensionsgesetz (APG) das Pensionssystem für alle in Österreich in der Pensionsversicherung versicherten Personen, die ab dem 1. Jänner 1955 geboren sind. Eine Pensionsversicherung für Beamte gibt es in der österreichischen Sozialversicherung nicht.
Das Wort Pension für eine dauernde Leistung aus der Pensionsversicherung wurde in Österreich durch Gesetzesnovellen im Jahr 1962 eingeführt; vorher bezeichnete das Allgemeine Sozialversicherungsgesetz (ASVG) auch Pensionsversicherungsleistungen als Renten. Seitdem werden in Österreich nur noch die dauernden Leistungen aus der gesetzlichen Unfallversicherung als Renten bezeichnet. Hingegen verwenden sowohl das Recht der Europäischen Union als auch das deutsche Recht weiterhin das Wort Rente für Leistungen aus Pensionsversicherungen.

### Frankreich
In Frankreich setzt sich zusammen aus einer Grundrente und einer Zusatzrenten-Pflichtversicherung Agirc-Arrco.
Nach Rentenreformen von 1993, 1995, 2003, 2010 und 2014 liegt das gesetzliche, frühestmögliche Rentenalter, ab dem nach Erreichen einer erforderlichen Anzahl an Versicherungstrimestern eine Rente bezogen werden kann, für alle ab 1955 Geborenen bei 62 Jahren, und das volle Rentenalter, bei dem die Rente ungeachtet der Zahl der Trimester ohne Abschläge gewährt wird, je nach Geburtsjahr und persönlichen Situation des Versicherten zwischen 65 und 67 Jahren. Unter bestimmten Umständen ist ein vorgezogener Ruhestand möglich.
Die Zusatzrente Agirc-Arrco wird nach einem Punktesystem berechnet und kann sich je nach Kinderzahl erhöhen.

### Namibia
In Namibia gilt das Prinzip der „bedingungslosen Altersrente“. Jeder Namibier oder Inhaber einer dauerhaften Aufenthaltserlaubnis, ob erwerbstätig oder nicht, erhält ab dem Renteneintrittsalter von 60 Jahren eine staatliche Einheitsrente von derzeit (Stand Mai 2025) 1600 Namibia-Dollar (etwa 80 Euro) im Monat. Dadurch kann die Nahrungsmittelgrundversorgung sichergestellt werden.